# Generación De Mierda
«Generación De Mierda» es una canción de la agrupación musical Los Prisioneros. 
Fue escrita y compuesta por Jorge González en el año 1984, la canción sería grabada el año 1987 para una banda llamada Los Apestosos (Banda que mantenía en paralelo junto a Claudio Narea desde 1986).
Finalmente la canción vería la luz de manera oficial en el año 1996 en el álbum recopilatorio Ni por la razón, ni por la fuerza de Los prisioneros, siendo la decimocuarta pista del álbum. 
En el reencuentro de la banda la canción sería interpretada en vivo en el concierto Estadio nacional en el 2001, terminando formando parte del álbum Estadio Nacional siendo la decimotercera pista del disco 2

## Canción
La canción trata sobre como la audiencia que escuchaba a los prisioneros en aquella época (1984) era de un sector social alto o acomodado y de como estos no entendían sus canciones y solo les gustaba por su "mala onda".